# Mesolabio
El mesolabio es un instrumento o aparato, creado por Eratóstenes. Se trata de una especie de ábaco que sirve para establecer medias y proporciones; permitía insertar dos medios proporcionales entre dos valores dados. Puede considerarse como una de las primeras calculadoras de la historia.
El propio Eratóstenes consideró muy importante esta invención, hasta el punto de regalar un ejemplar de él, con un texto adjunto en el que se explicaba su uso,  a un templo como ofrenda votiva. Además informó personalmente, mediante una carta, de este descubrimiento al rey Ptolomeo III.

## Uso y descripción
Se podía utilizar, por ejemplo, para duplicar el volumen de un cubo de lado a.
El aparato se manipula manualmente y por tanteo, lo que hace que siempre haya un cierto error en su uso, por ello se considera que el resultado tiene carácter aproximado.
El instrumento está formado por un armazón de dos barras paralelas (AB y SD, siendo SA=2a) dónde se ubican tres triángulos rectángulos congruentes (AET, MZK y NHL) que se deslizan hacia los lados por ambas barras, que actúan como guías.
La posición inicial es: 

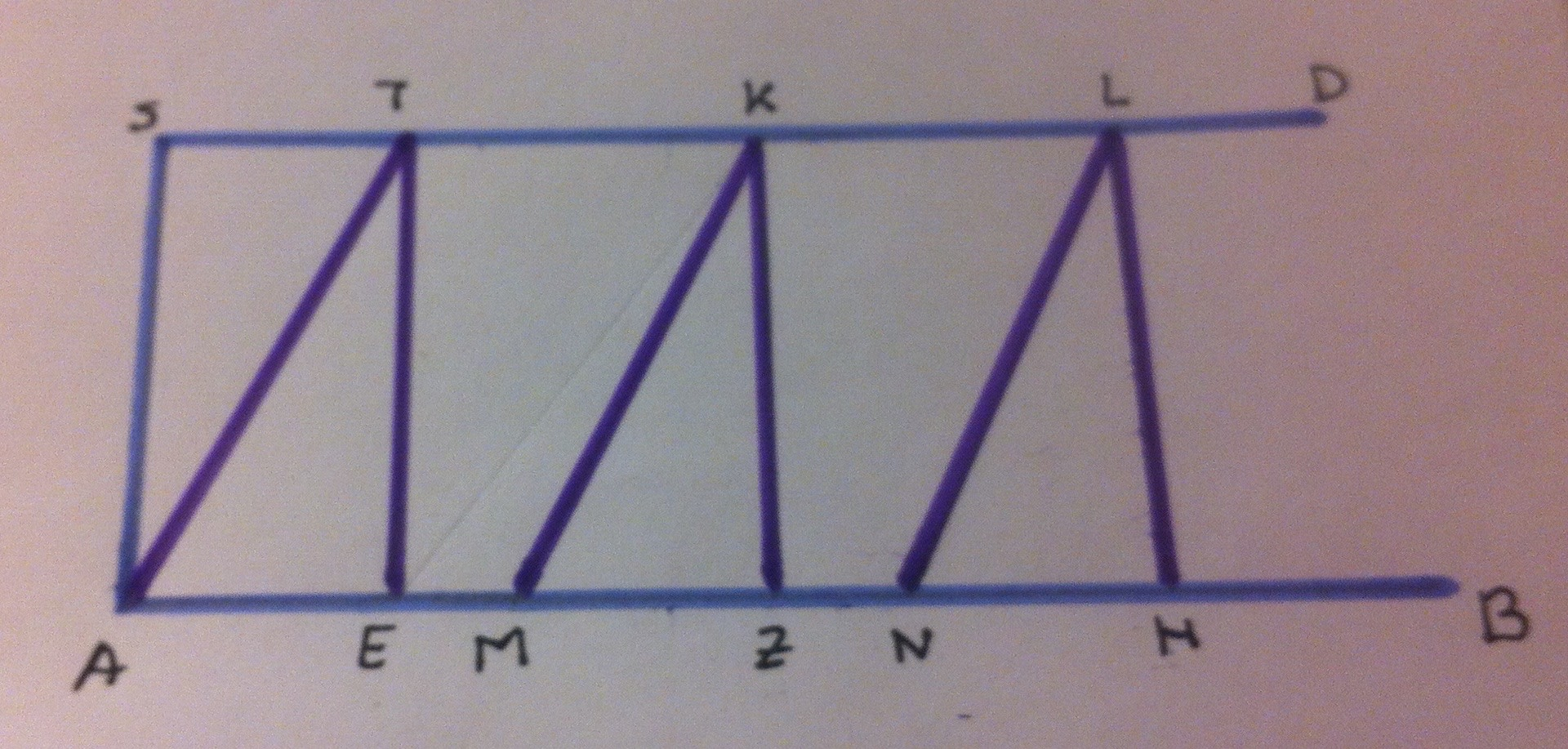

Ahora, mantenemos AET quieto, mientras deslizamos los triángulos MZK y NHL a las nuevas posiciones. Vamos a llamar R la intersección entre (KM) y (TE) y O la intersección entre (LN) y (KZ). 

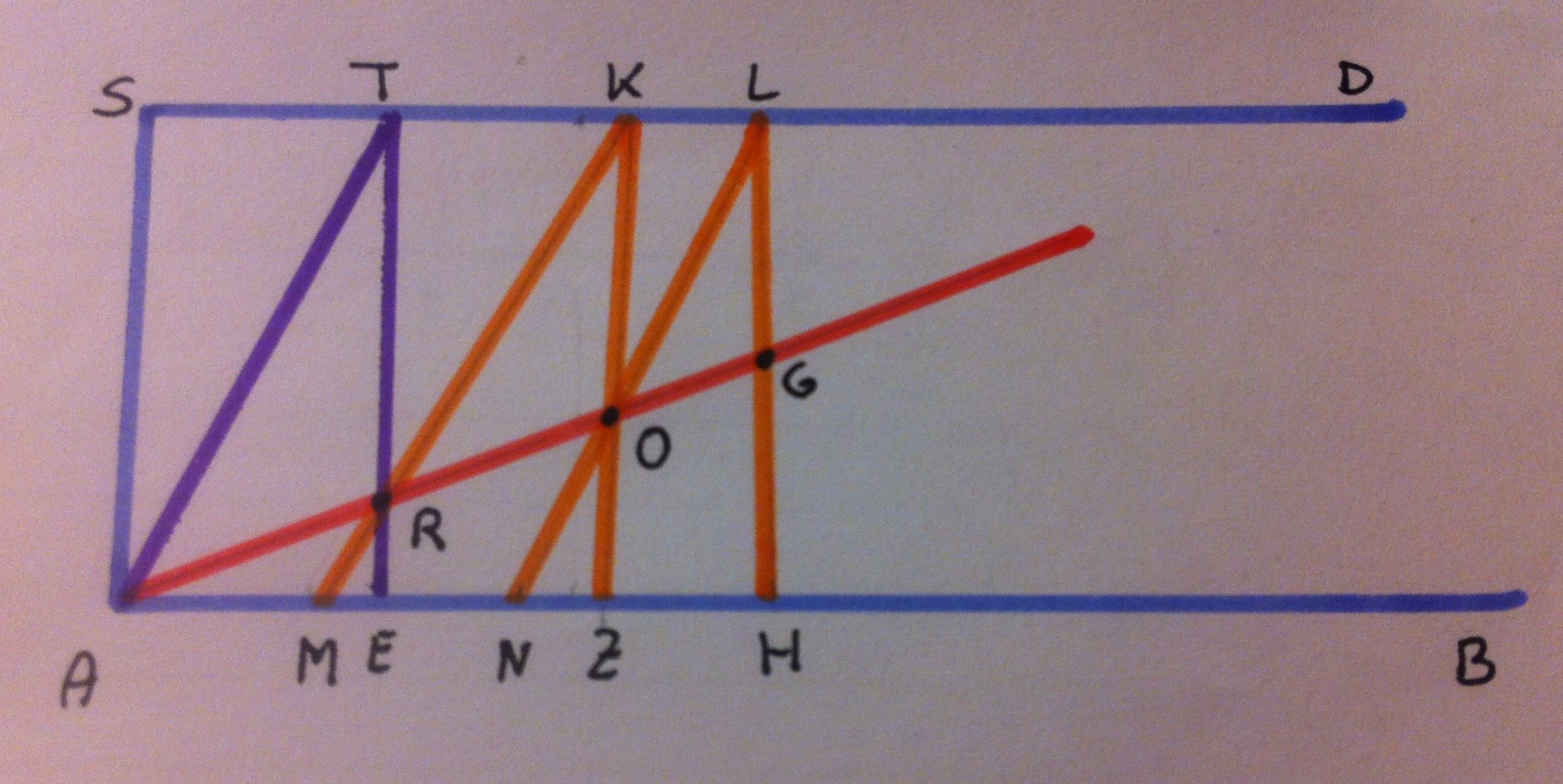

Marcamos el punto G tal que, LG=a. Se traza ahora la línea (AR). Deslizamos los triángulos de manera que los puntos A, R, O y G estén alineados, entonces se cumple que:
{\displaystyle {\frac {LG}{KO}}={\frac {KO}{TR}}={\frac {TR}{SA}}}
donde la línea KO coincidirá con la arista del cubo doble.
A nivel práctico, en el ámbito de la música, fue utilizado por primera vez por Zarlino para la división de la coma sintónica en siete partes. Más tarde, Salinas lo menciona para la división de la octava en las doce partes del temperamento igual. Pero, para otros autores, como Mersenne, no existe ningún método, o instrumento,  este instrumento, válidos para dividir un intervalo musical en más de tres partes iguales.